# 조지 P. 스미스
조지 피어슨 스미스(영어: George Pearson Smith, 1941년 3월 10일 ~ )는 미국의 화학자이다. 2018년에 박테리아를 감염시키는 바이러스를 이용하여 새로운 단백질을 진화시키는데 사용될 수 있는 ‘파지 전시’라는 과정을 개발한 공로로 프랜시스 아널드, 그레고리 윈터와 함께 노벨 화학상을 수상했다.